# 동물의 사육제
《동물의 사육제》(프랑스어: Le carnaval des animaux - Grande fantaisie zoologique)는 프랑스 작곡가 카미유 생상스가 작곡한 14개의 악장("백조" 포함)으로 구성된 유머러스한 모음곡이다. 약 25분 길이로, 두 대의 피아노와 실내악 앙상블을 위해 작곡되었다. 생상스는 이 작품의 경박성이 진지한 작곡가로서의 자신의 위상을 해칠 것을 우려하여 생전에 공개 연주를 금지했다. 이 모음곡은 그의 사후 1년이 지난 1922년에 출판되었다. 같은 해에 이루어진 공개 연주는 열렬한 호응을 받았으며, 이후 그의 가장 인기 있는 작품 중 하나로 자리매김했다. 현악 오케스트라 전체 편성으로는 비교적 덜 연주되는 편이다.

## 역사
1885-86년의 실패한 독일 연주 순회 공연 이후, 생상스는 작은 오스트리아 마을로 물러나 1886년 2월에 《동물의 사육제》를 작곡했다. 처음부터 그는 이 작품을 즐거운 유희로 여겼다. 1886년 2월 9일, 그는 파리의 출판사 뒤랑에 다가오는 사순절 전 화요일을 위한 작품을 작곡 중이라고 편지를 보냈는데, 자신이 교향곡 3번 작업을 해야 한다는 것을 알면서도 이 작품이 "매우 재미있다"("... mais c'est si amusant!")고 고백했다. 그는 본래 파리 니더마이어 음악학교의 학생들을 위해 이 작품을 쓰려 했던 것으로 보이나, 첫 연주는 1886년 3월 3일 첼리스트 샤를 르부크가 주최한 사적인 연주회에서 이루어졌다.
르부크씨는 저명한 연주자들을 모으는 데 성공했다: 생상스, 디에메르, 타파넬, 튀르방, 모랭, 프리오레, 드 바이, 투르시 씨들이 매우 흥미로운 프로그램을 선보인 후, 생상스가 이 연주회를 위해 작곡한 매우 재치 있는 풍자적 환상곡인 《동물의 사육제》의 초연에 참여했다. 이 동물원 환상곡은 큰 호응을 얻었다.
며칠 후, 에밀 르무안의 실내악 단체 라 트롱페트에서 두 번째 연주가 있었고, 이어서 폴린 비아르도의 집에서도 연주가 있었는데, 이때 작곡가의 친구이자 이 작품을 듣고 싶어 했던 프란츠 리스트가 청중으로 참석했다. 프랑스의 사순절 중간 축제인 미카렘을 위한 다른 연주들도 있었다. 1892년 4월 관악기 협회에서의 연주를 제외하고는 모든 연주가 반사적인 성격이었으며, "연주자들이 종종 자신들이 연주하는 동물의 머리 모양 가면을 쓰고 연주했다". 생상스는 이 작품이 "진지한" 작곡가로서의 이미지를 손상시킬 것이라 보고 생전에는 출판하지 않을 것을 고집했다. 그는 오직 작품의 마지막에서 두 번째 악장인 유명한 첼로 독주곡 "백조"에 대해서만 예외를 두었고, 이는 1887년에 작곡가 자신이 첼로와 피아노 독주용으로 편곡하여 출판했다(원곡은 두 대의 피아노를 사용한다).

생상스는 유언을 통해 이 작품이 사후에 출판되어야 한다고 명시했다. 1921년 12월 그의 사망 이후 1922년 4월 파리의 뒤랑 출판사에서 출판되었고, 첫 공개 연주는 1922년 2월 25일 가브리엘 피에르네가 지휘하는 콜론 연주회에서 이루어졌다. 연주는 열광적인 반응을 얻었다. 《르 피가로》지는 다음과 같이 보도했다.
열광적인 청중들이 터뜨린 감탄의 환호성을 묘사할 수 없을 정도였다. 카미유 생상스의 방대한 작품 세계에서 《동물의 사육제》는 확실히 그의 가장 훌륭한 걸작 중 하나이다. 첫 음부터 마지막 음까지 최고의 고귀한 희극 정신이 끊임없이 흘러넘친다. 모든 마디, 모든 지점에서 예상치 못한 저항할 수 없는 발견들이 있다. 주제, 기발한 아이디어, 관현악법이 익살스러움, 우아함, 학구적 면모와 경쟁한다. ... 그가 유머를 구사할 때조차도, 대가는 결코 자신이 대가라는 것을 잊지 않는다.
《동물의 사육제》는 이후 생상스의 가장 잘 알려진 작품 중 하나가 되었으며, 11개의 악기를 위한 원래 버전으로 연주되거나, 더 자주는 오케스트라의 현악 파트 전체로 연주된다. 희귀한 유리 하모니카 대신 글로켄슈필이 자주 사용된다.

## 음악
이 모음곡은 두 대의 피아노, 두 대의 바이올린, 비올라, 첼로, 콘트라베이스, 플루트(피콜로 겸연), 클라리넷(C조와 B♭조), 유리 하모니카, 실로폰을 위해 작곡되었다. 각각 서로 다른 동물 또는 동물들을 표현하는 14개의 악장으로 구성되어 있다.

### I. 서주와 사자왕의 행진(Introduction et marche royale du lion)
현악기와 두 대의 피아노: 서곡은 피아노의 힘찬 트레몰로로 시작되며, 그 아래에서 현악기들이 위엄 있는 주제를 연주한다. 피아노는 반대 방향으로 움직이는 한 쌍의 글리산도로 첫 부분을 마무리한다. 이어서 피아노가 행진곡 주제를 소개하고 서곡의 나머지 부분 대부분을 이끌어간다. 현악기가 멜로디를 연주하는 가운데, 피아노는 간헐적으로 사자의 포효를 연상시키는 낮은 반음계 진행을 옥타브로 연주하거나 높은 음역대의 오스티나토를 연주한다. 두 악기군이 자리를 바꾸어 피아노가 더 높고 부드러운 버전의 멜로디를 연주한다. 이 악장은 사용된 모든 악기의 포르티시모 음으로 끝난다.

### II. 암탉과 수탉(Poules et coqs)
바이올린, 비올라, 두 대의 피아노, 클라리넷: 이 악장은 피아노와 현악기가 연주하는 '쪼아 먹는' 주제를 중심으로 하며, 이는 닭이 곡식을 쪼아 먹는 모습을 연상시킨다. 클라리넷이 현악기 위에서 짧은 독주를 하고, 피아노는 수탉의 울음소리를 바탕으로 한 가장 빠른 주제를 연주한다.

### III. 야생 당나귀(Hémiones)
두 대의 피아노: 여기서 묘사되는 동물들은 분명히 달리고 있는데, 이는 옥타브로 연주되는 양쪽 피아노의 지속적이고 열광적으로 빠른 상하 움직임으로 표현된다. 이들은 티베트에서 온 지게타이로, 빠른 속도로 유명한 당나귀들이다.

### IV. 거북이(Tortues)
현악기와 피아노: 풍자적인 악장으로, 피아노가 고음역에서 맥박 치는 듯한 셋잇단음표 음형을 연주하며 시작된다. 현악기들은 오펜바흐의 희극 오페라 《천국과 지옥》에 나오는 유명한 "지옥의 갤럽"(흔히 캉캉으로 알려진)을 느리게 연주한다.

### V. 코끼리(L'Éléphant)
콘트라베이스와 피아노: 이 부분은 알레그로 폼포소(Allegro pomposo, 웅장하고 빠르게)로 표시되어 있으며, 코끼리를 위한 거대한 풍자이다. 피아노가 왈츠 같은 셋잇단음표 음형을 연주하는 동안 베이스가 그 아래에서 멜로디를 울린다. "거북이"처럼 이것도 음악적 해학이다—주제 소재는 멘델스존의 《한여름 밤의 꿈》 부수음악의 스케르초와 베를리오즈의 《파우스트의 겁벌》 중 "실프의 춤"에서 가져왔다. 두 주제는 모두 원래 고음역대의 가벼운 음색을 가진 악기들(각각 플루트와 다양한 목관악기, 그리고 바이올린)을 위해 작곡되었는데, 생상스가 이를 오케스트라에서 가장 낮고 무거운 소리를 내는 악기인 콘트라베이스로 옮긴 것이 이 곡의 해학적 요소이다.

### VI. 캥거루(Kangourous)
두 대의 피아노: 이 악장의 주요 음형은 오른손의 장식음이 선행하는 "깡충깡충 뛰는" 화음들(다양한 위치의 3화음으로 구성)의 패턴이다. 화음이 상승할 때는 빠르고 크게, 하강할 때는 느리고 작게 변화한다.

### VII. 수족관(Aquarium)

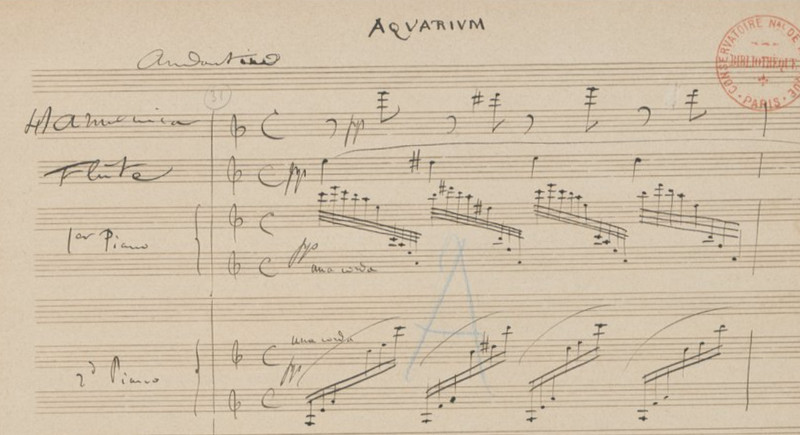
"수족관" 악장의 원본 악보 필사본. 최상단의 보표는 (유리) "하모니카"를 위해 쓰여졌다.

바이올린, 비올라, 첼로(현악 4중주), 두 대의 피아노, 플루트, 유리 하모니카. 멜로디는 플루트가 연주하고 현악기가 반주하며, 유리 하모니카가 격동적인 글리산도 같은 진행과 피아노의 아르페지오 위에서 연주된다. 이러한 음형들과 함께 끝부분에서 가끔 나타나는 유리 하모니카의 글리산도(종종 첼레스타나 글로켄슈필로 연주됨)는 평화롭고 은은하게 빛나는 수족관의 분위기를 떠올리게 한다.

### VIII. 긴 귀를 가진 등장인물(Personnages à longues oreilles)
두 대의 바이올린: 이는 모든 악장 중 가장 짧다. 바이올린들이 번갈아가며 높고 큰 음과 낮고 윙윙거리는 음을 연주하는데(당나귀가 "히호" 하고 우는 방식으로), 음악 평론가들은 이 악장이 음악 평론가들을 울어대는 당나귀에 빗대어 표현한 것이라고 추측해왔다.

### IX. 숲 속 깊은 곳의 뻐꾸기(Le Coucou au fond des bois)
두 대의 피아노와 클라리넷: 피아노가 크고 부드러운 화음을 연주하는 동안 클라리넷은 뻐꾸기 새의 울음소리를 모방하여 C음과 A♭음의 두 음으로 된 단일 오스티나토를 연주한다. 생상스는 원보에서 클라리넷 연주자가 무대 밖에서 연주해야 한다고 지시했다.

### X. 큰 새장(Volière)
현악기, 피아노, 플루트: 높은 음역의 현악기들은 정글의 배경 소음을 연상시키는 윙윙거리는 소리로 배경 역할을 한다. 첼로와 베이스는 대부분의 마디를 이끄는 픽업 종지를 연주한다. 플루트가 새의 역할을 맡아 자신의 음역 대부분을 아우르는 떨림이 있는 곡조를 연주한다. 피아노는 간간이 배경에서 다른 새들의 짧은 소리와 트릴을 연주한다. 이 악장은 플루트의 긴 상행 반음계 진행 후 매우 조용하게 끝난다.

### XI. 피아니스트(Pianistes)
현악기와 두 대의 피아노: 이 해학적인 악장은 (피아니스트를 동물로 풍자하며) 관객들이 좀처럼 볼 수 없는 장면을 엿보게 한다. 바로 피아니스트들이 손가락 연습과 음계를 연습하는 모습이다. 다루어지는 음계는 C, D♭, D, E♭다. 각 음계는 첫 음과 두 번째 음의 트릴로 시작하여 리듬에 약간의 변화를 주며 음계가 진행된다. 조성 간의 전환은 음계 사이에서 모든 악기가 터져 나오는 듯한 화음으로 이루어진다. 일부 연주에서는 후반부의 더 어려운 음계들을 의도적으로 박자를 점점 더 맞추지 않고 연주한다. 초판에는 편집자가 남긴 주석이 있는데, 연주자들에게 초보자들과 그들의 서툰 모습을 흉내 내라고 지시하고 있다. 네 개의 음계가 끝난 후 조성이 다시 C로 바뀌면서, 피아노는 샤를 루이 아농이나 카를 체르니 풍으로 3도 간격의 중간 빠르기 트릴 같은 패턴을 연주하고, 현악기들은 그 아래에서 작은 파트를 연주한다. 이 악장은 특이하게도 마지막 세 개의 폭발적인 화음이 곡을 마무리 짓지 않고 다음 악장으로 이어진다.

### XII. 화석(Fossiles)

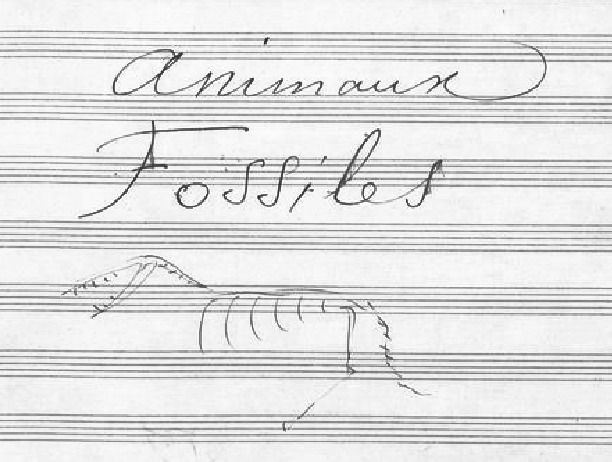
작곡가가 직접 그린 그림이 포함된 "화석" 악장의 표지

현악기, 두 대의 피아노, 클라리넷, 실로폰: 여기서 생상스는 자신의 작품인 《죽음의 무도》를 모방한다. 《죽음의 무도》는 해골들이 춤추는 모습, 즉 뼈가 박자에 맞춰 부딪히는 이미지를 불러일으키기 위해 실로폰을 많이 활용한 곡이다. 《죽음의 무도》의 음악적 주제 또한 인용되는데, 실로폰과 바이올린이 피아노, 클라리넷과 번갈아가며 멜로디의 상당 부분을 연주한다. "아! 말씀드리죠, 엄마"(영어권에서는 《반짝반짝 작은 별》로 더 잘 알려져 있음), 프랑스 동요 "달빛 아래에서"(Au clair de la lune), "나는 좋은 담배가 있지"(J'ai du bon tabac, 두 번째 피아노가 같은 멜로디를 거꾸로[전위] 연주함), 대중적인 애국가 "시리아로 출발하라", 로시니의 《세비야의 이발사》 중 아리아 "우나 보체 포코 파"(Una voce poco fa)를 연상시키는 부분도 들을 수 있다. 레너드 번스타인이 뉴욕 필하모닉과 함께 한 녹음에서 해설한 바에 따르면, 이 악장의 음악적 해학은 인용된 음악 작품들이 생상스 시대의 화석이라는 점이다.

### XIII. 백조(Le cygne)
두 대의 피아노와 첼로: 천천히 움직이는 첼로 멜로디(물 위를 우아하게 미끄러지듯 움직이는 백조를 연상시킴)가 한 대의 피아노의 잔잔히 흐르는 16분음표와 다른 피아노의 아르페지오 화음 위에서 연주된다.
첼로 레퍼토리의 중심이 되는 이 악장은 모음곡 중 가장 잘 알려진 악장 중 하나로, 주로 생상스 생전에 이 모음곡에서 유일하게 출판된 첼로와 독주 피아노를 위한 버전으로 연주된다.
1905년 미하일 포킨이 이 악장에 맞춰 짧은 발레 독무인 《죽어가는 백조》를 안무했고, 안나 파블로바가 약 4,000회 공연하며 "세계를 휩쓸었다".

### XIV. 피날레(Final)
전체 합주: 피날레는 서주와 같은 피아노의 트릴로 시작되지만, 곧 관악기들과 유리 하모니카, 실로폰이 합류한다. 현악기들이 몇 개의 저음으로 긴장감을 조성하고, 활기찬 주멜로디가 나오기 전 피아노의 글리산도로 이어진다. 피날레는 19세기 미국의 카니발을 연상시키는데, 한 대의 피아노가 항상 경쾌한 8분음표 리듬을 유지한다. 멜로디는 비교적 단순하지만, 반주 화성들은 생상스의 피아노 작품에서 전형적으로 볼 수 있는 화려한 음계, 글리산도, 트릴로 장식되어 있다. 서주를 비롯해 사자, 당나귀, 암탉, 캥거루 등 이전 악장의 많은 부분이 여기에서 인용된다. 이 작품은 마지막 강렬한 다장조 화음군 전에 당나귀의 여섯 번의 "히호" 소리로 끝나는데, 마치 당나귀가 마지막 웃음을 터뜨리는 듯한 느낌을 준다.

## 음악적 인용
제목이 시사하듯 이 작품은 표제적이며 동물학적이다. 첫 악장인 "서주와 사자왕의 행진"을 시작으로 코끼리와 당나귀("긴 귀를 가진 등장인물")의 묘사를 거쳐 앞선 여러 모티프를 재현하는 피날레로 진행된다.
여러 악장에는 해학적 의도가 담겨 있다.
- "암탉과 수탉"은 라모의 G장조 모음곡 중 하프시코드 작품인 "암탉"(La poule)의 주제를 사용하지만, 우아함이 덜한 분위기로 표현했다.[6]

- "거북이"는 오펜바흐의 희극 오페라 《천국과 지옥》에서 유명한 "지옥의 갤럽"을 사용하는데, 보통 목이 부러질 듯한 빠른 속도로 연주되는 선율을 느리고 축 처진 속도로 연주한다.[2][12]

- "코끼리"는 베를리오즈의 《파우스트의 겁벌》 중 "실프의 춤"의 주제를 평소보다 훨씬 낮은 음역에서 콘트라베이스 독주로 연주한다. 이 곡은 또한 멘델스존의 《한여름 밤의 꿈》의 스케르초를 인용한다.[2][13]

- "긴 귀를 가진 등장인물" 부분은 음악 평론가들을 겨냥한 것으로 여겨진다: 이들은 또한 피날레에서 마지막으로 들리는 동물들로, 당나귀가 울어대는 소리를 낸다.[2][6]

- "피아니스트"는 아농과 체르니 스타일의 연습곡으로 음계 연습에 매진하는 피아노 학생들을 묘사한다.[6][12]

- "화석"은 생상스 자신의 《죽음의 무도》와 함께 세 개의 동요 "나는 좋은 담배가 있지", "아! 말씀드리죠, 엄마"(반짝반짝 작은 별), "달빛 아래에서", 노래 "시리아로 출발하라"와 로시니의 《세비야의 이발사》 중 아리아 "우나 보체 포코 파"(Una voce poco fa)를 인용한다.[2][13]

## 시
1949년 오그덴 나시는 안드레 코스텔라네츠가 지휘한 《동물의 사육제》의 컬럼비아 마스터워크스 녹음을 위해 각 악장에 맞춘 유머러스한 시를 썼다. 이 시들은 노엘 카워드가 낭송했으며, 코스텔라네츠와 키워드는 1956년 뉴욕의 카네기 홀에서 뉴욕 필하모닉과 함께 나시의 시와 함께 이 모음곡을 연주했다.
나시의 시는 그 시사적인 언급들(예: 트루먼 대통령의 피아노 연주에 대한)이 시대에 뒤떨어지게 되었고, 후대의 작가들이 이 모음곡에 맞춘 새로운 가사를 썼는데, 조니 모리스, 제레미 니콜라스, 잭 프렐루츠키, 존 리스고, 2020년에 녹음된 버전의 마이클 모푸르고가 있다.

### 서지
- Blakeman, Edward (2005). 《Taffanel: Genius of the Flute》. Oxford: Oxford University Press. ISBN 978-0-19-517098-6.
- Coward, Noël (1982).  Payn, Graham; Morley, Sheridan, 편집. 《The Noël Coward Diaries (1941–1969)》. London: Methuen. ISBN 978-0-297-78142-4.
- Griffiths, Paul (2004). 《The Penguin Companion to Classical Music》. London and New York: Penguin. ISBN 978-0-14-100924-7.
- Ratner, Sabina Teller (2002). 《Camille Saint-Saëns, 1835–1921: A Thematic Catalogue of his Complete Works, Volume I: The Instrumental Works》. Oxford: Oxford University Press. ISBN 978-0-19-816320-6.
- Saint-Saëns, Camille (1957) [1922]. 《Le Carnaval des animaux: grande fantaisie zoologique》. Paris: Durand. OCLC 31227464.
- Stegemann, Michael (1991). 《Camille Saint-Saëns and the French solo concerto from 1850 to 1920》. Lanham: Amadeus Press. ISBN 978-0-93-134035-2..